# Ерік Ахаріус
Е́рік Аха́ріус  (Erik Acharius; 10 жовтня 1757 — †14 серпня 1819) — шведський ботанік і медик, батько ліхенології.

## Короткий життєпис та вклад у світову науку
Ахаріус народився у 1757 році в родині Йохана Еріка Ахаріуса та Катарини Маргарети Хагторн у Євле. Він навчався приватно, поки не був прийнятий до гімназії Євле у 1770 році. Згодом він вступив до Уппсальського університету у 1773 році, де вивчав природничу історію та медицину під керівництвом Ліннея, та був останнім студентом, який захистив дисертацію під його керівництвом.
Працював лікарем у Шеноні (з 1782) та Вадстені (з 1789). Місцевість біля Вадстени на узбережжі озера Мьоляр він називав «країна лишайників».
Праці Ахаріуса присвячені вивченню лишайників, він вважається засновником ліхенології. Ахаріус вперше виділив лишайники як самостійну групу і розробив їх класифікацію; в основу останньої було покладено особливості зовнішньої форми і плодових тіл.
Ахаріус, починаючи з перших своїх робіт надавав великого значення структурі апотеціїв як діагностичних ознак.
Багато з запропонованих Ахаріусом термінів застосовується й досі. За його науковою системою класифікації ранг лишайників був піднятий до рангу інших великих класів рослин.

## Відзнаки та вшанування пам'яті
Він був членом Королівського фізіографічного товариства в Лунді (1795), Шведської королівської академії наук (1796), Лондонського Ліннеївського товариства (1801). 
Рід рослин Acharia, декілька видів рослин (наприклад Rosa acharii та Conferva acharii), та одна комаха Tortrix achariana були названі на честь Ахаріуса; також Медаль Ахаріуса присуджують за життєві досягнення в області ліхенології.
Колекції Ахаріуса зберігаються у таких музеях: Музей природознавства Фінляндії у Гельсінкі, в якому знаходиться Ботанічний музей в Уппсалі, Шведський музей природознавства та ботанічний музей у Лунді. Його роботи зберігаються у бібліотеці Уппсальського університету. Також у Музеї природознавства у Лондоні зберігаються експонати, зібрані Ахаріусом. 

## Запропоновані терміни
- апотецій (apothecium)
- подеції (podecium)
- талом (thallus)
- перитецій (perithecium)
- цифелла (cyphella)
- цефалодій (cephalodium) тощо

## Наукові праці
- «Lichenographiae Suecicae Prodromus», Linköping, (1798).
- «Methodus qua omnes detectos lichenes ad genera redigere tentavit», Estocolmo, (1803). Hamburgo, (1805).
- «Lichenografia universalia», Göttingen, (1810). — наведено 41 рід лишайників, які своєю чергою було поділено на підрозділи. В цілому в роботі було наведено 536 видів лишайників. Види вказувались із коротким стислим діагнозом, описом екології, місцезнаходження та синонімією.
- «Synopsis Methodica Lichenum, sistens omnes hujus ordinis naturalis. . . .», Lund, (1814).

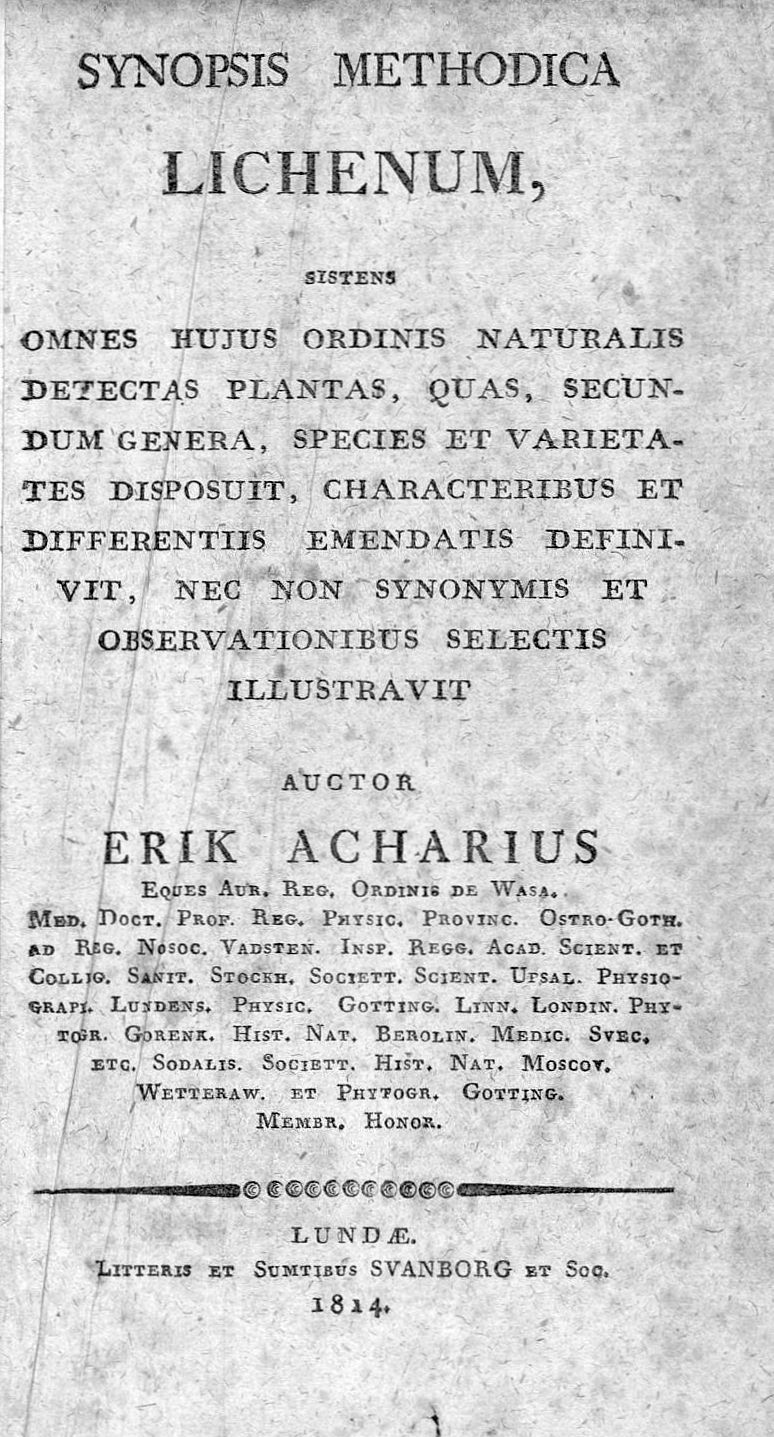
Synopsis methodica lichenum, 1814